# Mexiko na Letních olympijských hrách 1960
Mexiko se účastnilo Letní olympiády 1960 v italském Římě. Zastupovalo ho 69 sportovců (63 mužů a 6 žen) ve 14 sportech.

## Medailisté
| Medaile | Jméno        | Sport         | Soutěž         |
| ------- | ------------ | ------------- | -------------- |
| Bronz   | Juan Botella | Skoky do vody | Muži prkno 3 m |